# Бриан Лаудруп
Бриан Лаудруп (дан. Brian Laudrup; 22. фебруар 1969, Беч) је бивши дански фудбалер, који је играо на позицији крила, а некад и нападача или везног играча. У својој каријеру, коју је прекинула повреда, Лавдруп је играо за бројне европске клубове. У марту 2004. године је уврштен међу 125 најбољих живих фудбалера, заједно са својим братом Микаелом.

## Клупска каријера
Бријан Лаудруп је почео своју сениорску каријеру у Брондбију. Са Брондбијем је 2 пута освојио првенство: 1987. и 1988. године. Године 1989. истекао му је уговор са Брондбијем, па је онда прешао у немачки Бајер Ердинген. У својој првој и јединој сезони за клуб је постигао 6 голова на 34 утакмице, па је проглашен за дансим фудбалером године. Након Ердингена, Брајан Лавдруп прелази у редове великана Бајерн Минхена. У првој сезони за Бајерн игра редовно и на 33 утакмице постиже 9 голова. Такође је са Бајерном стигао и до полуфинала Лиге шампиона 1990/91. Лаудруп је постао високо цењен међу стручњацима, али и популаран широм Немачке. Лавдруп је почео сезону 1991/92. играјући на првих 5 утакмица у сезони, али је онда доживео повреду укрштених лигамената, па је онда пропустио велики део сезоне. Са трибина је гледао како екипа игра лоше. Тек пред крај сезоне се придружи екипи, која је на крају сезоне заузела 10. место у Бундеслиги.
Углед Лаудрупа је порастао, па је 1992. године прешао у Фјорентину. Фјорентина је у почетку сезоне играла добар нападачки и отворен фудбал, међутим на крају је неочекивано испала у Серију Б, иако је имала играче као што су и Габријел Батистута и Штефан Ефенберг. Следеће сезоне, Лаудруп је отишао на позајмицу у Милан. Милан је те сезоне имао тим светске класе, у тиму су били играчи као што су Жан-Пјер Папен, Марсел Десаи, Дејан Савићевић и Марко ван Бастен. Лаудруп је од стране тренера Фабиа Капела коришћен у ротацији са другим играчима, па самим тим није одиграо много утакмица. Са Миланом је освојио Серију А, као и Лигу шампиона.
Јула 1994. Лаудруп одлази из Милана и прелази у Ренџерс. Већ у првој утакмици сезоне 1994/98. у Премијер лиги Шкотске Лаудруп је уписао 2 асистенције против Мадервела у победи од 2:1. У првој сезони је са Ренџерсом освојио првенство, а постигао је 10 голова на 33 првенствене утакмице. Као награду за одличну сезону, Лаудруп је проглашен за најбољег шкотског играча сезоне у избору новинара, као и играча. Такође је поново проглашен за данског играча године. Сезоне 1995/96. Лаудрупу се у Ренџерсу придружио и Пол Гаскоњ, са којим је освојио дуплу круну. У полуфиналу Купа Шкотске, исте сезоне, Ренџерс је играо против великог ривала Селтика. Лаудруп је у тој утакмици постигао гол у победи од 2:1, а у финалу против Хартса је учествовао у постизању свих 5 голова у победи од 5:1. Лаудруп је постигао 2 гола, а чак 3 пута је асистирао Гордону Дјурију који је постигао хет трик. Ово финале је названо и „Лаудруп финале”. Сезоне 1996-97. је са 16 голова на 33 првенствене утакмице, помогао да се клуб по 9. пут узастопно домогне титуле првака Шкотске. Због тога је поново проглашен шкотским играчем године по избору новинара, као и данским играчем године. Ренџерс је ипак заустављен у сезони 1997/98, када није освојио ниједан трофеј, а Лавдруп је недуго затим напустио клуб.
Након Ренџерса, Бријан Лаудруп је прешао у Челси. У Челсију није много играо због тога што је био у ротацији, па је убрзо прешао у Копенхаген, и то након утакмице Челсија са Копенхагеном у Купу победника купова, на којој је Лаудруп постигао победоносни гол. У Копенхагену остаје до краја сезоне 1998/99, па онда прелази у Ајакс. У Ајаксу доживљава повратак његове старе форме, постигавши 15 голова у 38 утакмица за клуб. Ипак, морао је прекинути каријеру због повреда, када је имао 31 годину.

## Репрезентативна каријера
Бријан Лаудруп је за репрезентацију Данске одиграо 82 утакмице и постигао 21 гол. Са својим братом Микаелом и Јаном Бартрамом је напустио репрезентацију у новембру 1990. Априла 1992. је враћен у тим, а Данска је уместо Југославије заиграла на Европском првенству 1992, које је Данска и освојила. Са Данском је освојио и Куп конфедерација 1995, на коме је Лаудруп освојио Златну лопту за најбољег играча такмичења. Лавдруп је помогао Данској да се домогне Европског првенства 1996, али је Данска на првенству испала већ у групној фази. У квалификацијама за Светско првенство 1998. је са 4 гола на 7 утакмица помогао Данској да се домогне завршнице првенства. На Светком првенству Лавдруп је пружао добре партије, постигавши 2 гола и 3 асистенције укупно. Данска је дошла до четврфинала где је изгубила од Бразила 3:2. Лавдруп је на тој утакмици постигао изједначујући гол за 2:2. Након првенства, Лавдруп се повукао из репрезентативног фудбала.

## Приватан живот
Бријан Лаудруп потиче из фудбалске породице. Рођен је у Бечу, у периоду када је његов отац Фин Лавдруп играо фудбал у бечком клубу Виенер.

## Трофеји

### Клупски
Брондби
- Суперлига Данске: 1987, 1988

Бајерн Минхен
- Суперкуп Немачке: 1990

Милан
- Серија А: 1993/94
- УЕФА Лига шампиона: 1993/94

Ренџерс
- Премијер лига Шкотске: 1994/95, 1995/96, 1996/97
- Куп Шкотске: 1995/96
- Лига куп Шкотске: 1996/97

Челси
- УЕФА суперкуп: 1998

### Репрезентативни
Данска
- Европско првенство: 1992
- Куп конфедерација: 1995

### Индивидуални
- Дански играч године: 1989, 1992, 1995, 1997
- Део најбољег тима Европског првенства 1992.
- Најбољи играч Купа конфедерација 1995.
- Шкотски играч године по избору новинара: 1994/95, 1996/97
- Шкотски играч године по избору играча: 1994/95
- Део најбољег тима Светског првенства 1998.
- ФИФА 100